# Марченко, Григорий Кириллович
Григорий Кириллович Марченко — советский хозяйственный, государственный и политический деятель. Участник Великой Отечественной войны. Член КПСС.

## Биография
Родился в 1922 году в селе Войновка.
Окончил Кемеровский государственный педагогический институт.
До 1941 — продавец, заведующий отделом, заведующий магазином Полтавского областного управления книжкой торговли, заведующий отделом, заведующий военторгом в Полтаве.
Призван 13.07.1941, на фронте с 1942 года. С июля 1941 года — курсант Харьковского авиационно-технического училища, с апреля по сентябрь 1942 года — курсант Харьковского артиллерийского училища, город Фергана Узбекской ССР. С сентября 1942 года — зам. командира батареи 130-го отдельного противотанкового истребительного дивизиона 229 стрелковой дивизии, лейтенант. Волховский фронт. С июня 1943 года по март 1944 года — командир взвода 167 запасного стрелкового полка 59 армии. Ленинградский фронт. С марта 1944 года по сентябрь 1944 года — командир батареи 202 отдельного истребительного противотанкового дивизиона 124 стрелковой дивизии. Ленинградский, 3-й Белорусский, Забайкальский фронты. 
В 1947—1952 — старший инспектор, начальник сектора Анжеро-Судженского городского финансового отдела, инструктор плано-финансово-торгового отдела Анжеро-Судженского городского комитета КПСС.
В 1954—1964 — заведующий отделом агитации и пропаганды, секретарь Анжеро-Судженского горкома КПСС.
В 1964—1973 — председатель Анжеро-Судженского горисполкома.
В 1973—1982 — помощник директора шахты «Анжерская» по кадрам, заместитель директора по кадрам и быту ПО «Северокузбассуголь».
Умер в 2002 году в Кемерово.

## Награды
- Орден Отечественной войны I степени
- Орден Отечественной войны II степени
- Орден Трудового Красного Знамени (30.03.1971)
- Орден Красной Звезды
- Орден Знак Почёта (1967)